# Sportski centar Morača
Lo Sportski centar Morača (in serbo Спортски центар Морача?) è una arena polivalente situata nella città di Podgorica.
L'Arena, situata all'interno di un complesso sportivo di cinque ettari nei pressi del fiume Morača, venne aperta nel 1978, e ristrutturata nel 2005 per ospitare gli incontri del campionato europeo maschile di pallacanestro 2005.
Oltre che per la pallacanestro, l'Arena ospita incontri di pallamano e pallavolo delle squadre della polisportiva del Budućnost, oltre che eventi culturali e concerti. Ha ospitato il Campionato europeo femminile di pallamano 2022.